# Verbandsgemeinde Ruwer
Verbandsgemeinde Ruwer este o asociație municipală din landul Renania-Palatinat, Germania.

## Comune
| Bonerath Farschweiler Gusterath Gutweiler Herl | Hinzenburg Holzerath Kasel Korlingen Lorscheid | Mertesdorf Morscheid Ollmuth Osburg Pluwig | Riveris Schöndorf Sommerau Thomm Waldrach |